# 中国国際航空129便墜落事故
中国国際航空129便墜落事故（ちゅうごくこくさいこうくう129びんついらくじこ）は、2002年4月15日に大韓民国の金海国際空港（釜山広域市）付近で発生した航空事故である。2024年にチェジュ航空2216便事故が発生するまでは、韓国国内において最多の死者数を出した航空事故であった。

## 事故当日の129便

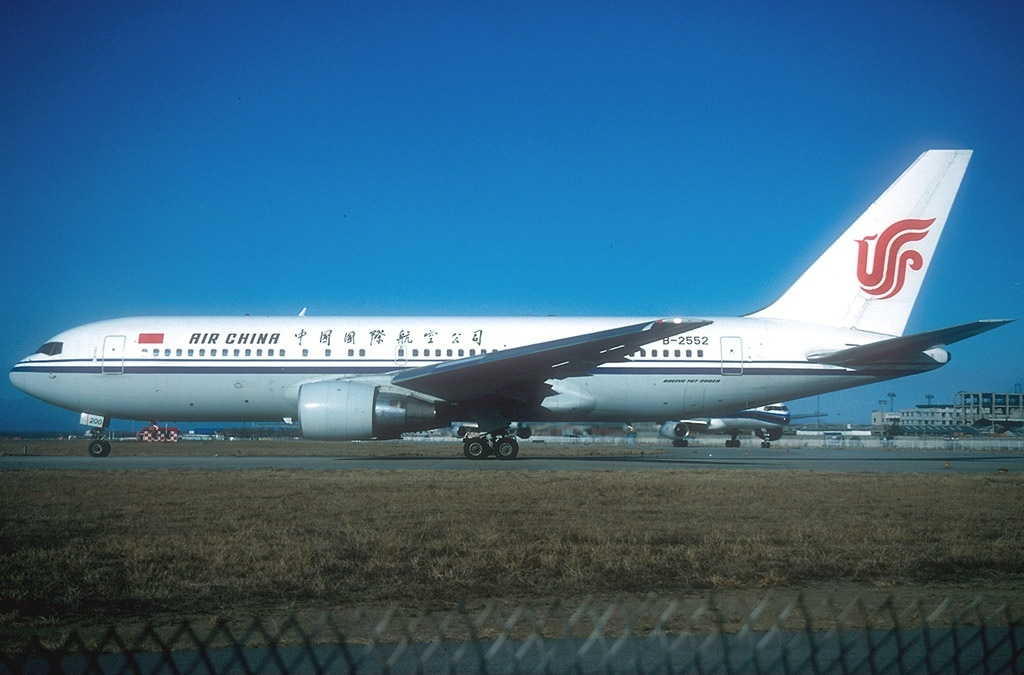
事故機のB-2552
(1997年、北京首都国際空港にて撮影)

- 使用機材：ボーイング767-200ER（機体記号:B-2552、1985年製造）
- 乗務員：11名
  - 機長：30歳 男性
  - 副操縦士：29歳 男性
  - 通信士：25歳 男性
  - 客室乗務員：8名
  - 乗客：155名

## 事故の概要

死傷者の位置を示した座席表

中国国際航空129便は、2002年4月15日8時37分（UTC+8）に北京首都国際空港を離陸し、韓国・釜山の金海国際空港へ向かっていた。着陸進入中の11時21分（UTC+9）、空港の北西約5キロメートルにある慶尚南道金海市の丘陵地帯に墜落した。
この事故で乗員乗客166名のうち、副操縦士及び通信士を含む乗員8名と乗客121名の合わせて129名が犠牲になり、中国人機長を含む乗員2名、乗客35名が救助された。生存者が比較的多かったのは機体が山にこするように墜落したため、後部に着席していた乗客に対して衝撃が弱かったものと推測されている。
事故当時、現場付近は厚い雲と濃い霧で視界が悪かった（事故直後、悪天候のために空港は全面閉鎖された）。そのため管制官は事故機に、通常の進入コースである南側からのアプローチではなく、北側からの進入を指示していた。北側からの進入経路は旋回と滑走路への進入を目視に頼るものであるうえに、事故発生時の視界は約3キロメートルしかなかった。なお、乗客の国籍は韓国135名、中国19名、ウズベキスタン1名で、乗員は全員が中国人であり、韓国人乗客の大半は中国旅行から帰国の途に就いていた団体客であった。
この時期韓国では中国ブームであり、多くの観光客が事故機に搭乗していたため、大きな衝撃を与えた。

## 事故原因

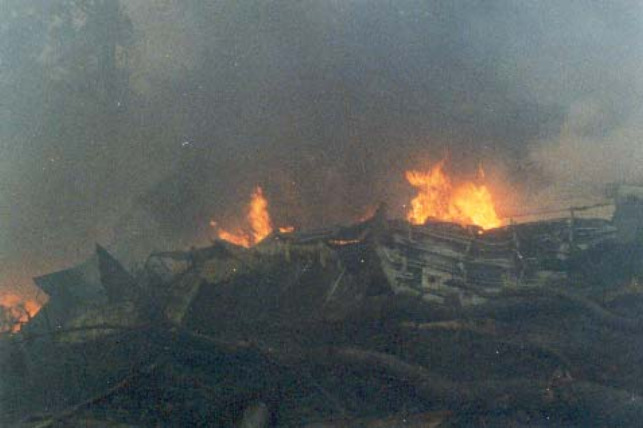
墜落後に発生した火災

韓国政府の航空事故調査委員会は2005年5月に最終報告書を発表し、事故機は悪天候による視界不良の中、滑走路や障害物が視認出来ないまま着陸態勢に入ったことや、副操縦士が機長に迅速な旋回を求めるとともに、高度の低下を何度も注意していたことなどが明らかになった。そのため機長（彼が機長に昇格したのは2001年11月であり、釜山への飛行は5回目であった）の旋回着陸や飛行経験の不足によるパイロットミスが主な事故原因としていた。
なお、中国国際航空の北京・釜山線は現在でも運航されているが、便名は事故機と同じ129便を使用している。

## 映像化
- メーデー!:航空機事故の真実と真相 第15シーズン第3話「Turning Point」[2]

## 類似インシデント
2018年4月11日、バンコク発羽田行きタイ国際航空660便が、羽田への最終進入時にコースを一時外れた為、中央防波堤埋立地の東京臨海風力発電所の付近で高度が282ftまで下がり、風力発電機にあわや激突しかけるインシデントが発生。この時は対地接近警報の作動直後に上昇し着陸をやり直した為、事なきを得た。129便と同様の旋回着陸や飛行経験の不足によるパイロットミスに加え、夜間飛行に伴い灯火類が中央防波堤外側コンテナ埠頭（上組東京コンテナターミナルY1）の照明や明かりに溶け込み視認できなかった事や、FMSやアプローチチャートの支援データの不備などが重なった為に発生したと結論付けられた。